# Prægning
Ved prægning frembringes aftryk med prægestempler i form af fordybninger eller ophøjede figurer i et stof.
Til prægning kan anvendes håndværktøj eller en kraftig presse − ved forgyldning en forgylderpresse til 'presseforgyldning' −
og prægningen foregår så mellem graverede, hærdede og gult anløbne stålstempler. Skal præget være
dybt, som til medaljer, gentages operationen
én eller flere gange, idet blanketten, om fornødent udglødes mellem operationerne.
Prægning foretages navnlig med mønter og medaljer; dog anvendes den også ved fremstilling af gafler, skeer
og lignende genstande samt småting som knapper og urkassebunde.
Inden for bogbinderiet anvendes også forskellige slags prægestempler i form af panel- og rullestempler og filéter.
På bogbind kan man præge et mønster eller en tekst ved anvendelse af prægeblok eller prægestempler. Præget kan være forgyldt (presseforgyldning), farvelagt eller uden farve, 'blindt', blindtryk.
1832 tog englænderne en forgylderpresse i brug til maskinel prægning af bogbind. Det gjorde det muligt at fremstille billige, maskinudsmykkede forlagsbind − 'komponerede bind' − i konkurrence med de sædvanlige håndindbundne og udsmykkede privatbind.

## Galleri
- Forskelligt prægeværktøj
- Blindprægning med en prægetang kan blandt andet anvendes som signatur på fotografier eller grafiske arbejder
- Med punsel og hammer kan præget bankes ind i det pågældende materiale
- En manuel prægepresse med udskiftelige ruller

- Mærkater, etiketter, labels
- "Wikipedia" som label
- Dymo labelmaskine fra o. 1967
- Stempler til prægning af bogstaver

- Læder, bogbind
- Prægning på læder
- Supralibros præget på et bogbind
- Blindprægning og håndforgyldning på et bogbind af kalvelæder
- Ruller til prægning af bogbind
- Nærbillede af rulle til prægning af bogbind
- Stempel med løse typer til prægning af rygtitler på bogbind
- Guldprægning fra 1800-tallet

- Papir
- Amerikansk frimærke fra 1861
- Et postkort, ca. 1900-24. Carnegie Library, Houston, Texas
- Et kort af de britiske øer, 1877

- Møntprægemaskiner
- Møntpresse fra Royal Mint, stik fra 1818
- En håndspindelpresse til mønter og medaljer
- Møntpresse fra 1936, udstillet på plads i Polen